# Bunraku
Bunraku (文楽) (znano tudi kot Ningjō džōruri (人形浄瑠璃)) je oblika tradicionalnega japonskega lutkovnega gledališča, ustanovljenega v Osaki v začetku 17. stoletja, ki se izvaja še danes. V predstavi bunraku sodelujejo tri vrste izvajalcev: ningjōcukai ali ningjōzukai (lutkarji), tadžū (pevci) in glasbeniki na šamisen. Občasno bodo uporabljeni tudi drugi instrumenti, kot so taiko bobni. 
Kombinacija petja in igranja šamisena se imenuje džōruri, japonska beseda za lutko (ali lutke na splošno) pa je ningjō. Uporablja se v številnih predstavah.

## Zgodovina
Zgodovina bunrakuja sega v 16. stoletje, vendar je izvor njegove moderne oblike mogoče izslediti približno v 1680-tih. Priljubljen je postal po tem, ko je dramatik Čikamacu Monzaemon (1653–1724) začel sodelovati s pevcem Takemoto Gidajujem (1651–1714), ki je leta 1684 v Osaki ustanovil lutkovno gledališče Takemoto.
Prvotno se je izraz bunraku nanašal samo na določeno gledališče, ustanovljeno leta 1805 v Osaki, ki je bilo imenovano Bunrakuza po lutkovnem ansamblu Uemure Bunrakukena (植村文楽軒, 1751–1810), lutkarja iz zgodnjega 18. stoletja iz Avadžija, čigar prizadevanja so obudila zastarelo bogastvo tradicionalnega lutkovnega gledališča

## Elementi in oblika
Lutke iz tradicije Osake so na splošno nekoliko manjše, medtem ko so lutke iz tradicije Avadži med največjimi, saj se produkcije v tej regiji običajno odvijajo na prostem.
Glave in roke tradicionalnih lutk izrezljajo strokovnjaki, telesa in kostume pa pogosto izdelajo lutkarji. Glave so lahko precej mehansko dovršene; v igrah z nadnaravno tematiko je lahko lutka zgrajena tako, da se lahko njen obraz hitro spremeni v obraz demona. Manj zapletene glave imajo lahko oči, ki se premikajo gor in dol, od ene strani do druge ali blizu, ter nosove, usta in obrvi, ki se premikajo.
Kontrole za vse premike delov glave so na ročaju, ki sega navzdol od vratu lutke, doseže pa jih glavni lutkar, ki svojo levo roko vstavi v prsni koš lutke skozi luknjo na zadnji strani trupa.
Glavni lutkar, omozukai, z desno roko upravlja desno roko lutke, z levo roko pa z glavo lutke. Levi lutkar, znan kot hidarizukai ali sašizukai, odvisno od tradicije skupine, manipulira levo roko lutke z lastno desno roko s pomočjo krmilne palice, ki sega nazaj od komolca lutke. Tretji lutkar, ašizukai, upravlja stopala in noge. Lutkarji začnejo svoje usposabljanje z upravljanjem stopal, nato preidejo na levo roko, preden se lahko učijo za glavnega lutkarja. Mnogi praktiki v tradicionalnem lutkovnem svetu, zlasti tisti v Narodnem gledališču, opisujejo dolgo obdobje usposabljanja, ki pogosto zahteva deset let na nogah, deset let na levi roki in deset let na glavi sekundarnih likov, preden se končno razvijejo potrebne spretnosti za prehod na manipulacijo glave glavnega junaka kot umetniške nuje. Vendar pa lahko v kulturi, kot je japonska, ki daje prednost delovni dobi, lahko sistem obravnavamo tudi kot mehanizem za upravljanje tekmovanja med umetniški ego in poskrbijo za ravnovesje med demografskimi podatki lutkarjev v skupini, da bi izpolnili vsako vlogo.
Vsi, razen najbolj stranskih likov, zahtevajo tri lutkarje, ki nastopajo na očeh občinstva in običajno nosijo črna oblačila. V večini tradicij vsi lutkarji nosijo tudi črne kapuce čez glavo, nekaj drugih, vključno z narodnim gledališčem Bunraku, pustijo glavnega lutkarja brez kapuce, kar je slog predstave, znan kot dezukai. Tudi oblika kapuce lutkarja je različna, odvisno od šole, ki ji lutkar pripada.
Običajno en pevec recitira vse dele likov, pri čemer spreminja svojo vokalno višino in slog, da bi upodobil različne like v prizoru. Občasno se uporablja več pevcev. Pevci sedijo poleg igralca šamisena. Nekatera tradicionalna lutkovna gledališča imajo vrtljivo ploščad za pevca in igralca šamisena, ki se vrti, da za naslednji prizor vključi nadomestne glasbenike.
Šamisen, ki se uporablja v bunrakuju, je nekoliko večji od drugih vrst in ima drugačen zvok, nižjo višino in polnejši ton.
Bunraku si s kabukijem deli veliko tem. Pravzaprav je bilo veliko iger prilagojenih tako igralcem v kabukiju kot lutkovnim skupinam v bunrakuju. Slednji je še posebej znan po samomorilskih igrah zaljubljencev. Zgodba o sedeminštiridesetih rōninih je znana tako v bunrakuju kot kabukiju.
Bunraku je avtorsko gledališče, v nasprotju s kabukijem, ki je izvajalsko gledališče. V bunrakuju pevec pred nastopom dvigne besedilo in se pred njim prikloni ter obljubi, da ga bo zvesto spremljal. V kabukiju igralci v svoja imena vstavljajo besedne igre, improvizirane opazke na sodobno dogajanje in druge stvari, ki odstopajo od scenarija.
Najbolj znan dramatik bunrakuja je bil Čikamacu Monzaemon. Z več kot 100 igrami ga včasih imenujejo japonski Shakespeare.
Podjetja, izvajalci in izdelovalci lutk bunraku so bili v okviru japonskega programa za ohranjanje svoje kulture označeni kot »živi nacionalni zakladi«. 
Leta 2008 je bil vpisan na Unescov seznam nesnovne kulturne dediščine človeštva. 

## Danes
Osaka je dom skupine Narodno Bunraku gledališče  (国立文楽劇場, Kokuricu Bunraku Gekidžō), ki jo podpira vlada. Gledališče vsako leto ponudi pet ali več predstav, od katerih vsaka poteka dva do tri tedne v Osaki, preden se preseli v Tokio na predstavo v Narodnem gledališču. Narodno gledališče Bunraku gostuje na Japonskem in občasno v tujini.
Do poznih let 19. stoletja je bilo na Japonskem tudi na stotine drugih profesionalnih, polprofesionalnih in amaterskih skupin, ki so izvajale tradicionalne lutkovne drame.
Od konca druge svetovne vojne je število skupin padlo na manj kot 40, od katerih jih večina nastopa le enkrat ali dvakrat letno, pogosto v povezavi z lokalnimi festivali. Nekaj regionalnih skupin pa še naprej deluje.
Lutkovna skupina Avadži, ki deluje na otoku Avadži jugozahodno od Kobeja, ponuja kratke dnevne predstave in obsežnejše predstave v lastnem gledališču ter je gostovala v Združenih državah, Rusiji in drugod v tujini.
Lutkovna skupina Tonda (冨田人形共遊団) iz prefekture Šiga, ustanovljena v 1830-ih, je petkrat gostovala v Združenih državah in Avstraliji ter bila aktivna pri gostovanju akademskih programov na Japonskem za ameriške študente, ki se želijo usposabljati v tradicionalnem Japonske lutke.
Lutkovna skupina Imada, ki je nastopala v Franciji, Tajvanu in Združenih državah, ter lutkovna skupina Kuroda sta v mestu Iida v prefekturi Nagano. Obe skupini, ki imata svojo zgodovino več kot 300 let nazaj, pogosto nastopata in sta dejavni tudi pri vzgoji nove generacije tradicionalnih lutkarjev in širjenju lutkovnega znanja s programi usposabljanja na lokalnih srednjih šolah in s poučevanjem ameriških študentov v poletnih akademskih programih na njihovih domačih kinematografih.
Povečanje zanimanja za lutkarstvo bunraku je prispevalo k ustanovitvi prve tradicionalne japonske lutkovne skupine v Severni Ameriki. Od leta 2003 Bunraku Bay Puppet Troupe s sedežem na Univerzi Missouri v Columbii, Missouri, nastopa na prizoriščih po Združenih državah, vključno s Kennedyjevim centrom za uprizoritvene umetnosti in Smithsonian Institution, pa tudi na Japonskem. Nastopili so tudi skupaj z lutkovno skupino Imada. Center za lutkovno umetnost v Atlanti, Georgia, ima v svoji azijski zbirki široko paleto lutk bunraku.

## Glasba in petje
Pevec (tajū) in igralec šamisena zagotavljata osnovno glasbo tradicionalnega japonskega lutkovnega gledališča. V večini predstav samo ta dva izvajata glasbo za točko. Harmonija med tema dvema glasbenikoma določa kakovost njunega prispevka k izvedbi.
Vloga tajūja je izražanje čustev in osebnosti lutk. Tajū ne izvaja le glasu vsakega od likov, ampak služi tudi kot pripovedovalec igre.
Je ob strani odra, fizično prikazuje obrazne izraze vsakega lika, medtem ko izvaja njihove glasove. Med izvajanjem več likov hkrati tajū olajša razlikovanje med liki s pretiravanjem njihovih čustev in glasov. To je narejeno tudi zato, da bi čim bolj povečali čustvene vidike občinstva.
V bunraku se uporablja futo-zao šamisen, ki je največji šamisen in tudi najnižji register.
Najpogosteje uporabljeni inštrumenti so flavte, predvsem šakuhači, koto in različna tolkala.

## Lutke

### Glava
Glave lutk (kašira) so razdeljene v kategorije glede na spol, družbeni sloj in osebnost. Določene glave so ustvarjene za posebne vloge, druge lahko zaposlijo za več različnih predstav s spremembo oblačil in barve. Glave so dejansko prebarvane in pripravljene pred vsako predstavitvijo.
Priprava las je sama po sebi umetnost. Lasje odlikujejo značaj in lahko kažejo tudi na določene osebnostne lastnosti. Lasje so narejeni iz človeških las, vendar se lahko doda jakov rep za ustvarjanje volumna. Komplet je nato pritrjen na bakreno ploščo. Da se glava lutke ne poškoduje, je končna obdelava pričeske narejena z vodo in čebeljim voskom, ne z oljem.

### Kostumi
Kostume oblikuje mojster kostumov in so sestavljeni iz serije oblačil različnih barv in vzorcev. Ta oblačila običajno vključujejo pas in ovratnik ter spodnji kimono (džuban), kimono in haori ali zunanjo haljo (učikake). Da bi bili kostumi mehki, so podloženi z bombažem.
Ko se oblačila lutk obrabijo ali umažejo, jih zamenjajo lutkarji. Postopek oblačenja ali preoblačenja lutk s strani lutkarjev se imenuje koširae.

### Izvedba
Zgradba skeleta lutke je preprosta. Izrezljana lesena kašira je pritrjena na oprijem za glavo ali doguši in potisne navzdol odprtino iz ramena lutke. Dolg material je prevlečen čez sprednji in zadnji del naramnice, čemur sledi pritrditev blaga. Izrezljan bambus je pritrjen, da ustvari boke lutke, roke in noge pa so privezane na telo z dolžinami vrvi. Lutka nima trupa, saj bi lutkarju le onemogočal obseg gibanja posameznih udov. Išo ali kostum lutke se nato prišije, da pokrije vse tkanine, lesene ali bambusove dele, za katere umetnik ne želi, da bi bili vidni. Nazadnje se na hrbtni strani kostuma ustvari reža, da lahko glavni lutkar trdno drži palico za glavo doguši.

## Besedilo in lutke
Za razliko od kabukija, kjer je poudarek na nastopu glavnih akterjev, bunraku hkrati prikazuje elemente predstavitve (neposredno poskuša priklicati določen odziv) in reprezentacije (poskuša izraziti ideje ali občutke avtorja). Na ta način je pozornost namenjena tako vizualnim in glasbenim vidikom lutk kot predstavi in besedilu. Vsaka igra se začne s kratkim obredom, v katerem tajū, ki kleči za majhnim, a bogato okrašenim govornikom, spoštljivo dvigne svoj izvod scenarija, da pokaže predanost zvestemu upodabljanju besedila. Scenarij je predstavljen tudi na začetku vsakega dejanja.

## Izvajalci
Kljub kompleksnemu usposabljanju so lutkarji izhajali iz zelo revnega okolja. Kugucu-mavaši so bili popotniki in zato jih je izobraženi, bogatejši sloj japonske družbe v tistem času obravnaval kot izobčence. Kot oblika zabave so moški upravljali z majhnimi ročnimi lutkami in pripravljali miniaturne gledališke predstave, medtem ko so bile ženske pogosto vešče plesa in čarovniških trikov, s katerimi so popotnike zvabljale, da bi pri njih prenočili. Celotno okolje, ki je rodilo te lutkovne predstave, se odraža v temah.

## Oder

### Glasbenikov oder (yuka)
Juka je pomožni oder, na katerem se izvaja gidaju-buši. Štrli v prostor za občinstvo na sprednji desni strani sedežev. Na tem pomožnem odru je posebna vrtljiva ploščad. Tu se pojavita pevec in igralec šamisena in ko končata, se še enkrat obrne, ju pripelje v zakulisje in na oder postavi naslednje izvajalce.

### Pregrade (tesuri) in jama (funazoko)
V območju med zgornjim in spodnjim odrom so trije odrski položaji, znani kot "ograje" (tesuri). So v predelu za drugo pregrado, ki se pogosto imenuje jama in tam stojijo lutkarji, da izvajajo realistične gibe lutk.

### Majhne zavese (komaku) in zastrte sobe (misuči)
Ta oder gleda iz zornega kota občinstva, desna stran se imenuje kamite (oder levo), medtem ko se leva stran imenuje šimote (oder desno). Lutke so narejene tako, da se prikažejo in nato zapustijo oder skozi majhne črne zavese. Zaslepljeni zasloni so tik nad temi majhnimi zavesami in imajo posebne žaluzije iz bambusa, tako da občinstvo ne vidi noter.

### Velike zavese (džošiki-maku)
Džošiki-maku je velika, nizko viseča zavesa, ki visi z roba, imenovanega san-n-tesuri. Uporablja se za ločevanje prostora, kjer sedi občinstvo, od glavnega odra. Lutkarji so stali za džošiki-makujem in držali svoje lutke nad zaveso, medtem ko so bili skriti pred občinstvom. Vendar pa je praksa dezukai, uveljavljena pozneje v obliki bunraku, omogočila, da se igralce vidi na odru, kako se premikajo z lutkami, kar je izničilo uporabo zaves.